# Honoriusz V Grimaldi
Honore Gabriel Grimaldi, książę Monako, książę Valentinois (ur. 14 maja 1778 w Paryżu, zm. 2 października 1841 w Paryżu) – 8. książę Monako od 16 lutego 1819 do 2 października 1841, syn księcia Honoriusza IV Grimaldi i księżnej Ludwiki d’Aumont.

## Dzieciństwo i młodość
Honoriusz urodził się 14 maja 1778 w Paryżu. Jego ojcem był Honoriusz IV Grimaldi, książę Monako, a matką Ludwika d’Aumont. Miał młodszego brata Florestana (ur. 1785, zm. 1856) oraz przyrodnią siostrę Amelię (ur. 1794, zm. 1820), nieślubną córkę jego matki. Jego dziadkami ze strony ojca byli książę Monako, Honoriusz III Grimaldi oraz Maria de Brignole, ze strony matki zaś książę Ludwik Maria d’Aumont i jego żona, Ludwika Jeanne de Dufort. Jego krewnym za pośrednictwem księżnej Ludwiki Mazarin był kardynał Juliusz Mazarin.
Był żołnierzem, niejednokrotnie cenionym za swoją odwagę. Podczas wielkiej zwycięskiej dla Napoleona Bonaparte bitwy pod Hohenlinden został zraniony w ramię, co uniemożliwiło mu wzięcie udziału w starciu pod Austerlitz. Kiedy Napoleon został skazany na zesłanie, król Francji Ludwik XVIII uznał Grimaldich za szlachtę francuską. Nadal istniało jednak wiele obaw, że uznane na niepodległe księstwo może wkrótce zostać elementem Królestwa Sardynii. Wkrótce Monako znalazło się pod okupacją brytyjską. W czasie Wielkiej Rewolucji Francuskiej rodzina została rozdzielona: chory Honoriusz IV mieszkał ze swoim ojcem, księciem Honoriuszem III. We wrześniu 1793 Honoriusz III, Honoriusz IV, Ludwika i jej ośmioletni syn Florestan zostali aresztowani przez rewolucjonistów i zamknięci w barakach Sevres. Ludwika i Florestan zostali jednak uwolnieni przed doktora Desormeaux, przyjaciela rodziny Grimaldich, który pozwolił im pozostać w swoim domu do czasu zakończenia terroru.

## Książę Monako
Był synem Honoriusza IV Grimaldi. Jego ojciec nie był w stanie wrócić do Monako z powodu trwającego tam kryzysu i zarządził, że władzę tymczasowo przejmie jego brat, Józef Grimaldi. Józef sprawował jednak władzę zaledwie przez pięć dni, pd 17 do 23 czerwca 1814 roku. Syn Honoriusza IV, Honoriusz V zaprotestował przeciwko decyzji ojca i sam ogłosił się władcą. Do 4 marca 1819 władzę w jego imieniu sprawował State Council of Monaco. Honoriusz został regentem swojego ojca w ostatnich latach jego życia, a dokładniej od 3 marca 1815 do 16 lutego 1819. Tego dnia zmarł Honoriusz IV i jego starszy syn został oficjalnym księciem Monako.
Wskutek trwających w całej Europie rozruchów Monako zostało odcięte od wszelkich wpływów francuskich i stało się protektoratem Królestwa Sardynii. Rząd w Turynie zamknął plantację tabaki założoną przez księcia Honoriusza III Grimaldi i wprowadził szereg zmian, przez które księstwo stało się biedne. Honoriusz V pojechał do Turynu, by rozmówić się z królem i choć został przyjęty ze wszelkimi honorami, żadne z jego próśb nie zostały spełnione. Książę podjął decyzję o podniesieniu wysokości podatków, przez co stał się jeszcze bardziej niepopularny.

## Życie prywatne
Nigdy się nie ożenił. 9 czerwca 1814 roku urodził się jego jedyny syn, Oskar Grimaldi, noszący tytuł markiza Baux. Chłopiec urodził się z romansu księcia z zamężną Felicytą Magdaleną Honorą Gabrielą de Rouault de Gamaches, córką markiza Gamaches Joachima Walerego Teresy Ludwika. Jej mężem był Jakub Filip Achilles Ludwik August Bartłomiej Franciszek, hrabia d'Hericy. Oskar został uznany za syna Honoriusza V, ale jako dziecko nieślubne nie miał żadnych praw do dziedziczenia rodzinnego tronu. Sam zmarł bezpotomnie 15 lipca 1894 w Saint-German-en-Laye.
Honoriusz V zmarł 2 października 1841 roku w Paryżu, nie pozostawiając legalnego potomka. Na tronie zasiadł jego brat, Florestana Grimaldi.